# Bandyligan 2007/2008
Bandyligan 2007/2008 spelades som dubbelserie, följd av slutspel.

## Grundserien
| Lag                          | Spelade | Vinster | Oavgjorda | Förluster | Målskillnad | Poäng |
| ---------------------------- | ------- | ------- | --------- | --------- | ----------- | ----- |
| ToPV                         | 20      | 17      | 1         | 2         | 212-57      | 35    |
| OLS                          | 20      | 16      | 1         | 3         | 189-58      | 33    |
| IFK Helsingfors              | 20      | 16      | 1         | 3         | 150-43      | 33    |
| Warkauden Pallo -35          | 20      | 11      | 3         | 6         | 102-83      | 25    |
| Mikkelin Kampparit           | 20      | 11      | 0         | 9         | 76-96       | 22    |
| Porin Narukerä               | 20      | 9       | 3         | 8         | 86-94       | 21    |
| OPS                          | 20      | 6       | 4         | 10        | 74-95       | 16    |
| Botnia-69, Helsingfors       | 20      | 5       | 2         | 13        | 73-131      | 12    |
| Porvoon Akilles              | 20      | 4       | 1         | 15        | 59-149      | 9     |
| Jyväskylän Seudun Palloseura | 20      | 3       | 1         | 16        | 50-139      | 7     |
| Lappeenrannan Veiterä        | 20      | 3       | 1         | 16        | 80-206      | 7     |

## Kvartsfinaler
Kvartsfinalerna spelades efter ett system där det i serien lägre placerade laget började på hemmaplan.
| Lag 1               | Resultat | Lag 2               | Match 1 | Match 2 |
| ------------------- | -------- | ------------------- | ------- | ------- |
| Mikkelin Kampparit  | 6–9      | Warkauden Pallo -35 | 3-3     | 3-6     |
| Porin Narukerä      | 7–6      | IFK Helsingfors     | 5-4     | 2-2     |
| OPS                 | 4–13     | OLS                 | 2-8     | 2-5     |
| Botnia-69, Helsinki | 12–25    | ToPV                | 5-12    | 7-13    |

## Semifinaler
Semifinaler spelade i bäst av tre matcher, högst placerade laget i seriespelet började hemma.
| Lag 1 | Resultat | Lag 2               | Match 1 | Match 2 | Match 3 |
| ----- | -------- | ------------------- | ------- | ------- | ------- |
| ToPV  | 2–0      | Porin Narukerä      | 7-0     | 10-3    | -       |
| OLS   | 2–0      | Warkauden Pallo -35 | 18-1    | 7-3     | -       |

## Match om tredje pris
pelattiin 14 mars Varkaudessa.
| Lag 1               | Resultat | Lag 2          |
| ------------------- | -------- | -------------- |
| Warkauden Pallo -35 | 4–1      | Porin Narukerä |

## Finaler
Finalen spelades 15 mars 2008 i Helsingfors, i samband med att finländska mästerskapet i bandy firade 100-årsjubileum.
| Lag 1 | Resultat | Lag 2 |
| ----- | -------- | ----- |
| ToPV  | 6–9 rlk. | OLS   |

## Slutställning
| Placering | Lag                 |
| --------- | ------------------- |
| 1.        | OLS                 |
| 2.        | ToPV                |
| 3.        | Warkauden Pallo -35 |
| 4.        | Porin Narukerä      |

## Finska mästarna
OLS:  	Joni Tero, Marko Kilpeläinen, Ari Af Hällström, Pekka Paasovaara, Tuomas Ylinampa, Matti Parkkinen, Antti Pesonen, Timo Arjanko, Jarmo Mällinen, Ville-Veikko Angeria, Janne Parpala, Petri Paasovaara, Pertti Virtanen, Matti Immonen, Markus Kumpuoja, Arto Loukkola, Pasi Keränen, Vesa Leino, Sami Harjuoja, Ilari Moisala, Hannu Kauttio, Samuli Niskanen.

## Skytteligan
| Placering | Spelare        | Lag   | Mål |
| --------- | -------------- | ----- | --- |
| 1.        | Harri Kauhanen | WP-35 | 42  |

Poängkung blev OLS Samuli Niskanen med 78 poäng.